# Эрик IX Святой
Эрик IX Святой (также известен как Эрик Законник, Эрик Шведский и Святой Эрик — швед. Erik den helige или швед. Sankt Erik) (род. прим. 1120 — † 18 мая 1160) — шведский король, правивший страной с 1156 по 1160 гг. Исторических сведений о нём не сохранилось, и вся информация, дошедшая до нашего времени, основана на легендах, сложенных об Эрике к тому времени, когда он уже был беатифицирован в народе. Римский Мартиролог упоминает его в числе святых, день памяти — 18 мая. Является святым-покровителем города Стокгольм и изображен на его гербе.
Нумерация шведских монархов с именем Эрик — достаточно сложная тема. После того, как шведская историография пострадала в результате некоторой мистификации, в ходе которой было придумано 5 Эриков и 6 Карлов, Эрик Святой получил эту цифру. В действительности, он был Эриком IV.

## Биография

### Правление
Из-за того факта, что практически все отпрыски Дома Эрика были похоронены в Варнхемском монастыре недалеко от Скары в Вестергётланде, многие исследователи делают вывод о том, что у семьи Эрика были гётские корни, равно как и у многих других шведских правящих династий. 
Эрик положил начало католической колонизации Прибалтики, в 1157 году совершив первый крестовый поход в Финляндию и учредив первый диоцез в этих землях под началом епископа Генриха.
Царствование Эрика окончилось в 1160 году, когда он был убит в Уппсале.

### Убийство

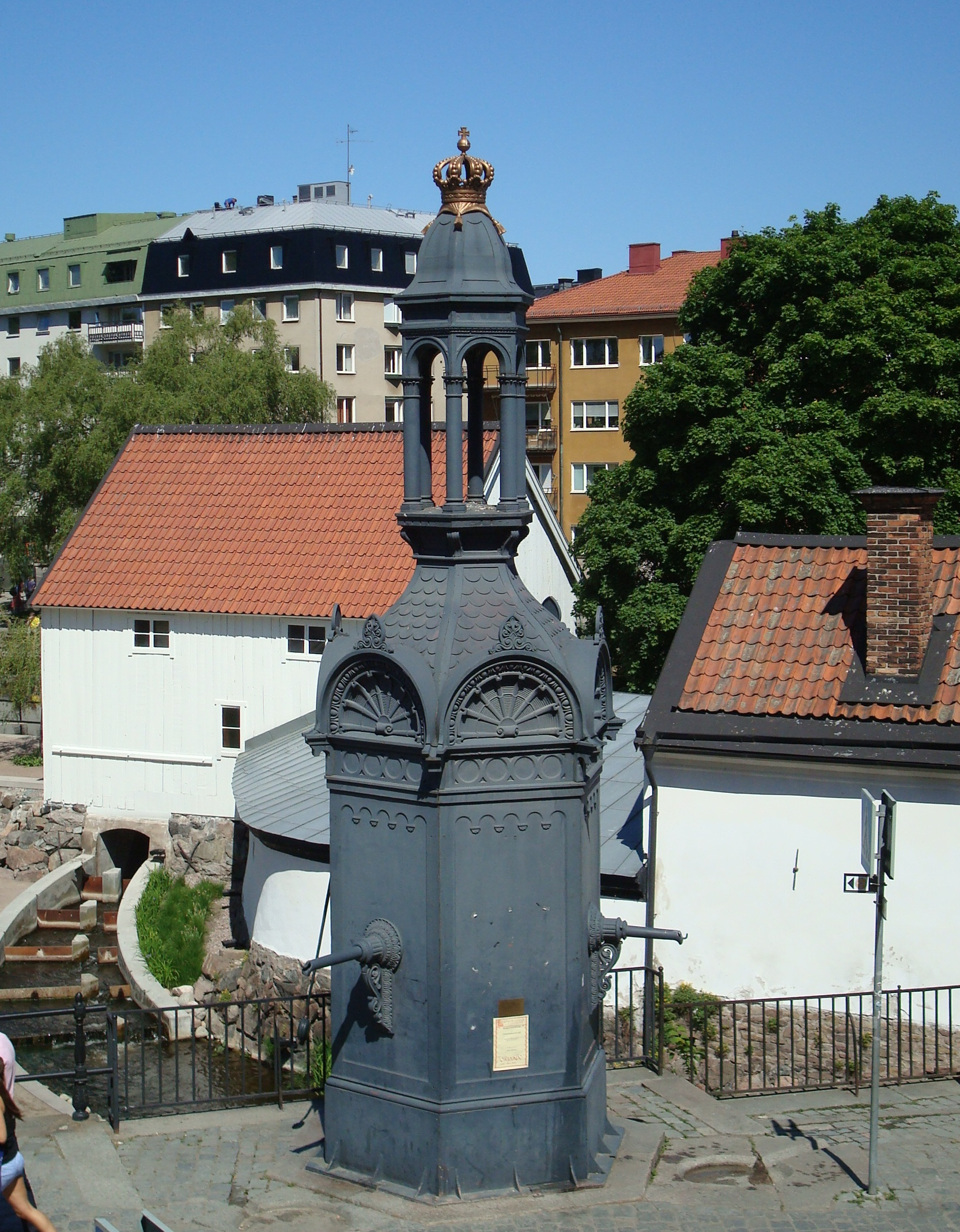
Памятный знак на месте гибели Эрика IX

Согласно одним источникам, его убил Эмунд Ульфбанэ (швед. Emund Ulvbane), наёмный убийца, нанятый людьми, работающими на династию Сверкеров, с целью восстановить свою власть над королевством. По другой версии, убийцей короля был Магнус Хенрикссон, другой претендент на престол, дальний родственник правящего тогда датского королевского рода, который, как указывается в этих источниках, успешно занял его место.
Эрик находился в церкви, когда ему стало известно о том, что снаружи его ждет группа людей, которая хочет убить его. Не торопясь, он дождался окончания мессы, после чего вышел на крыльцо церкви и, воссев на коня, со своими слугами принял бой, который проиграл. По народным рассказам, он был сбит с коня, и после пыток обезглавлен.
Согласно анализу останков короля, на момент смерти у него было много залеченных ран, но он получил 11 новых. Ему нанесли сильный удар по голове, когда он уже лежал. Последняя смертельная рана была получена от удара в горло, после чего стоящий спереди него мечник одним ударом его обезглавил, как это можно утверждать по характеру повреждений костей позвоночника. Также имеется зарубка на кости левого бедра, которая не затянулась — она была сделана перед самой смертью.

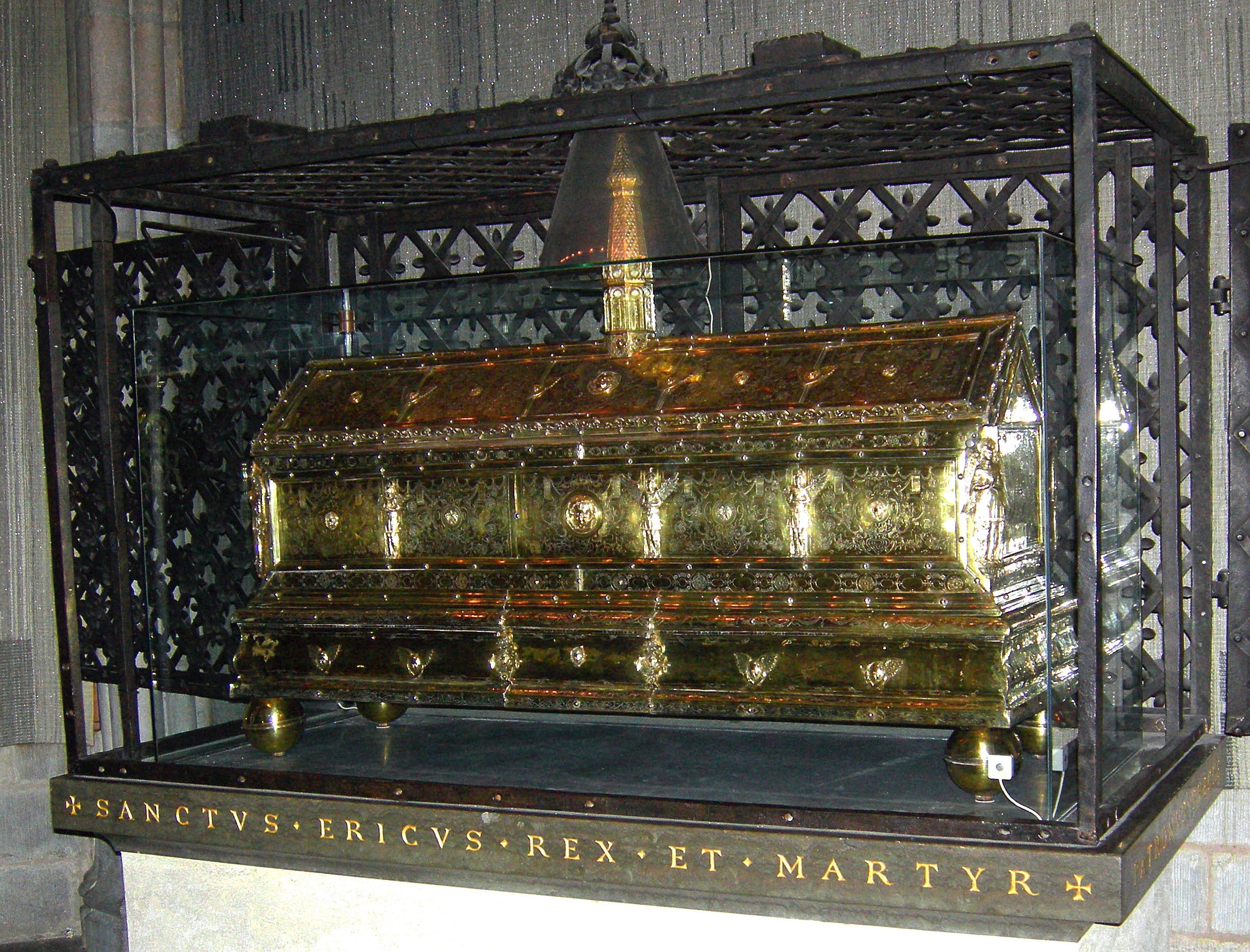
Гробница святого Эрика в Уппсальском Кафедральном соборе

### Упокоение тела Эрика IV
Тело короля упокоилось в церкви Старой Уппсалы, построенной им самим посреди Великих могильных холмов (швед. Kungshögarna) своих предков-язычников из династии Инлингов. В 1167 году его останки были помещены в раку, после чего, согласно преданиям, были перенесены в Упсальский кафедральный собор в 1273 году.
Рака с мощами Святого Эрика и по настоящий момент находится в общественной досягаемости в Уппсальском кафедральном соборе (швед. Uppsala domkyrka), в нём действительно содержатся кости мужчины, ростом 167 см, возрастом примерно 40-42 года, со следами ранений на шее и на теле.

### Прославление Эрика как святого
Жители Швеции начали говорить о чудесах, происходящих на том месте, где убили Эрика. Например, как говорилось в народе, на том самом месте, куда упала отрубленная голова Эрика, из-под земли забил источник. Позднее он был признан святым в народе, и ему была установлена дата поминовения (18 мая), которая отмечается в Римско-Католической церкви и в Евангелической лютеранской церкви, несмотря на то, что официальная церковь формально никогда не признавала его святым.
В целях упрочнения своих политических позиций сын Эрика, Кнуд Эрикссон, поощряет поклонение своему отцу как мученику. Факты и вымысел о его жизни были неразделимо слиты вместе. Перенесение его мощей усилило глубину религиозного чувства простого народа. На празднике, посвященном этому королю, происходили процессии из собора в Старую Уппсалу, с прошением хорошего урожая.

### Заслуги
В соответствии с легендами, заслугой Эрика было распространение христианства в Финляндии и упрочнение его позиций в Швеции во время его правления. В попытке завоевать и обратить население Финляндии, он якобы повел на те земли Первый шведский крестовый поход и убедил англичанина-епископа Генриха, пребывавшего в Линчёпинге, остаться в Финляндии евангелизировать язычников. Впоследствии Генри стал одним из первых мучеников Финляндии, став католическим покровителем этой страны.
Также при Эрике и по его приказу была проведена первая кодификация законов Швеции, и составлен кодекс, впоследствии ставший известен как Закон короля Эрика или Уппсальский код.

## Археологические свидетельства событий
Согласно легенде, король Эрик Святой был убит после того, как отслужил мессу в церкви Святой Троицы (швед. ecclesia Sancte trinitatis). Известно, что существующая в настоящее время церковь Троицы в Уппсале была заложена в начале XIII века, и учёные спорят о том, где же именно находилась та старая церковь Троицы, из которой вышел Эрик. Наличие в ограде современного собора захоронений периода времени до строительства собора может свидетельствовать о том, что старый собор находился точно на месте нового. Археологом Магнусом Алькарпом (швед. Magnus Alkarp) и геофизиком Яной Густафссон (швед. Jaana Gustafsson) было проведено исследование здания собора при помощи проникающего в почву радара (GPR — англ. ground-penetrating radar). Исследование подтвердило факт наличия фундамента более раннего здания под современной постройкой, по всем контурным признакам соответствующей фундаменту римско-католической церкви XII века.

## Иллюстрации

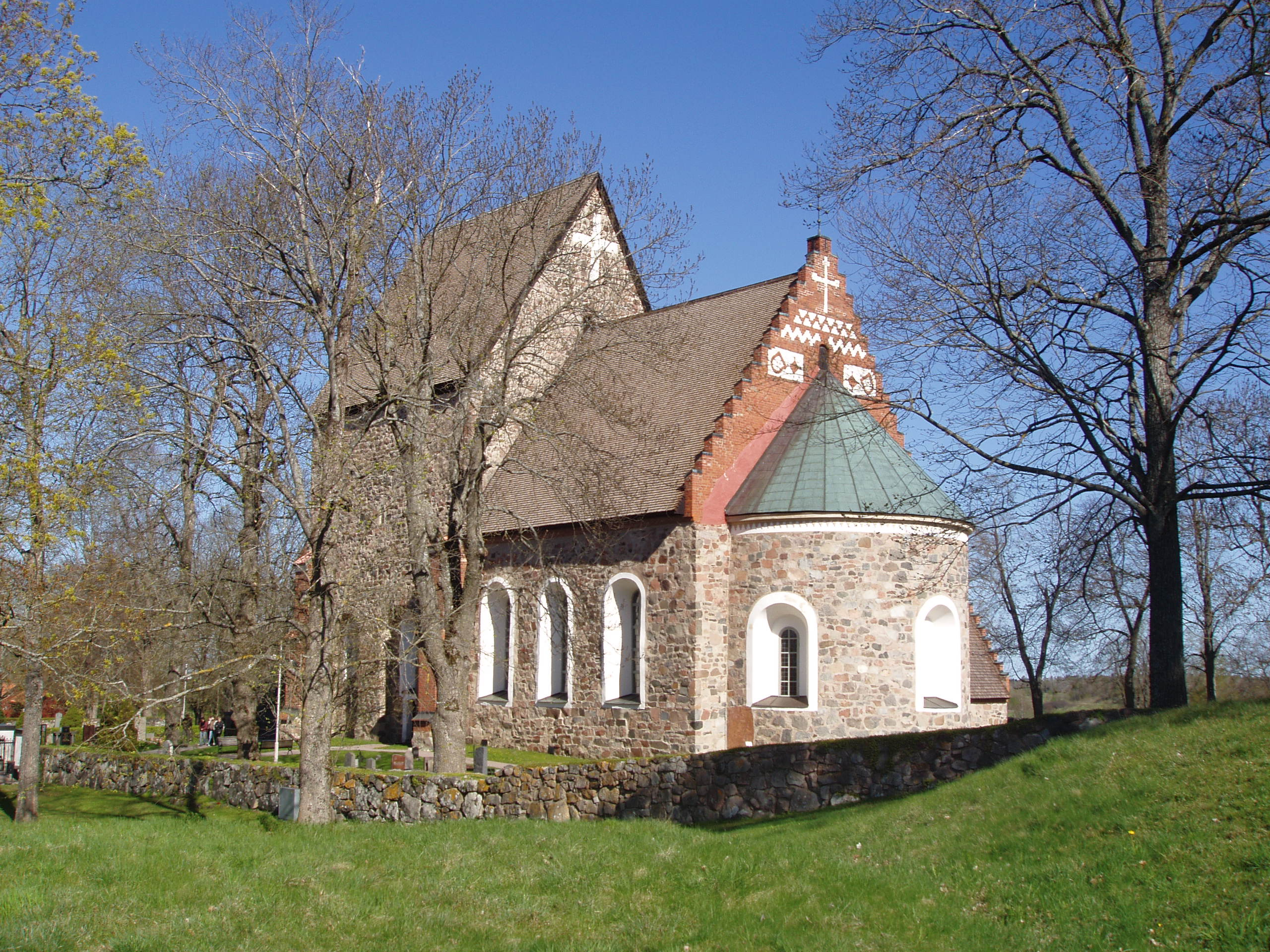
Церковь в Старой Уппсале  (Gamla Uppsala)
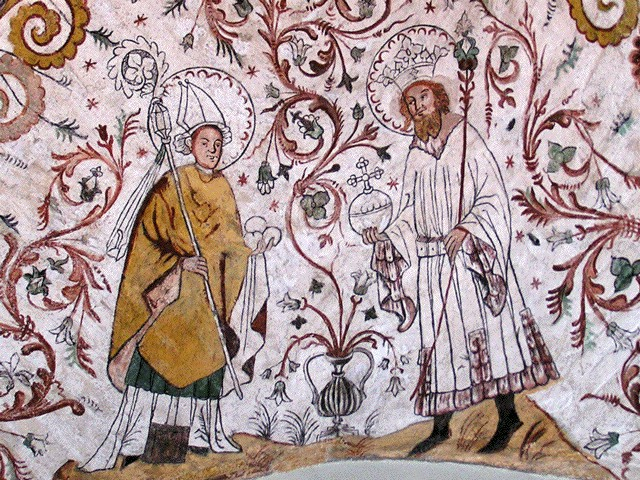
Фреска с изображением Эрика IX Святого (на фреске справа)
Изображение Эрика Святого на значке полка противовоздушной обороны района Руслаген

## Семья
Был женат на Кристине Бьёрнсдоттер из Дома Стенкилей.
Дети:
1. Кнут Эрикссон, король Швеции (1167—1196)
2. Филипп Эрикссон
3. Катарина Эриксдоттер, жена Нильса Блейка
4. Маргарита Эриксдоттер, жена норвежского короля Сверрира Сигурдссона

## В массовой культуре